# Hôn nhân cùng giới ở Aruba, Curaçao và Sint Maarten

Cho phép kết hôn
Kết hợp dân sự
Công nhận hạn chế

Hôn nhân cùng giới là hợp pháp ở Aruba, Curaçao, và được công nhận giới hạn ở Sint Maarten, đây là những quốc gia cấu thành (tiếng Hà Lan: landen) của Vương quốc Hà Lan. Các hòn đảo có nghĩa vụ tiến hành hôn nhân cùng giới sau khi Tòa án tối cao Hà Lan ra phán quyết rằng họ phải làm như vậy vào ngày 12 tháng 7 năm 2024. Kết hôn ở lãnh thổ châu Âu của Hà Lan, cũng như ở vùng Caribe thuộc Hà Lan (Bonaire, Sint Eustatius và Saba) dành cho bất kỳ hai người nào, bất kể giới tính.
Aruba đã chấp nhận kết hợp dân sự kể từ tháng 9 năm 2016 và luật đi vào hiệu lực từ ngày 1 tháng 9, 2021.